# Hycleus cruentatus
Hycleus cruentatus là một loài bọ cánh cứng trong họ Meloidae. Loài này được Klug miêu tả khoa học năm 1845.